# Nguyễn Văn Hinh
Nguyễn Văn Hinh, né le 20 septembre 1915 à Thang Tam (Cochinchine française) et mort le 26 juin 2004 à Suresnes (Hauts-de-Seine), est un militaire et homme politique viêtnamien.
Il fut le premier officier général de brigade aérienne au sein des forces armées de l'État du Viêt Nam, placées aux côtés des forces armées françaises, au cours de la guerre d'Indochine (décembre 1946 - juillet 1954) luttant ensemble contre les forces armées vietnamiennes communistes, commandées par le général Giáp. 
Il est de 1952 à 1954 le chef d'état major de l'Armée nationale vietnamienne, qui fût la principale structure de l'État du Viêt Nam. Il joue à ce titre un rôle important au cours de la guerre d'Indochine.

## Biographie
Citoyen français de naissance, en raison du statut de colonie de la Cochinchine, Nguyễn Văn Hinh naît dans le delta du Mékong. Son père, Nguyễn Văn Tâm, était un haut dignitaire, portant le titre de « Doc Phu Su » et fut Premier ministre de Bảo Đại de 1952 à 1954 après avoir occupé plusieurs fonctions ministérielles après 1946. Nguyễn Văn Tâm fut surnommé le « tigre de Cai Lay » pour avoir combattu férocement les partisans du Việt Minh dans la région de Cà Mau dans le delta du Mékong.
Nguyễn Văn Hinh , après avoir quitté la Cochinchine, est élève à Paris au lycée Louis le Grand  puis élève-officier pilote au sein de l' Ecole de l'Air en 1937. Il participe aux opérations de la campagne de France en 1939 et 1940. Il sert dans une unité de l'armée de l'Air au Soudan français et au Sénégal  après l'armistice de juin 1940 et reprend le combat après le débarquement des Anglo-américains en novembre 1942, au sein des forces françaises libres. Il reçoit en 1948 le commandement d'un groupe aérien. En 1949, il est envoyé en Indochine avec son groupe de Junkers Ju 52 pour bombarder les troupes de l'Armée populaire vietnamienne dans les hautes régions du Tonkin. Il devint bientôt une figure emblématique de l'aviation française en Extrême-Orient et un membre influent du cabinet militaire de Bảo Đại. Général de brigade aérienne à 36 ans, Nguyễn Văn Hinh va prendre le commandement de l'éta-major de la toute nouvelle Armée nationale vietnamienne, officiellement créée après les accords de Fontainebleau entre la France et l'empereur Bao Daï, en janvier 1949 et qui fut placée notamment sous l'autorité suprême du général Jean de Lattre de Tassigny quand il est commandant en chef civil et militaire en Indochine.
Ce travail implique la gestion au départ en 1949 d'une armée de 32 000 hommes dont la moitié sont des soldats de métier et l'autre des appelés, encadrés seulement par 560 sous-lieutenants et lieutenants, 76 capitaines et commandants et 4 colonels. En 1954, l'armée nationale vietnamienne a considérablement augmenté ses effectifs et atteint 168 000 hommes.[réf. nécessaire]
La nouvelle école militaire inter-armes de Đà Lạt emploie entre 1949 et 1954 environ 4 000 instructeurs militaires français, sur le modèle de l'école spéciale militaire de Saint-Cyr et accueille plus de 100 candidats élèves-officiers par mois. Elle est toujours à court d'entrainement, d'équipement et d'expérience au combat, l'armement étant du vieux matériel français. Promu à 36 ans général de brigade aérienne dans l'armée nationale vietnamienne, il doit en outre faire face à une pénurie financière chronique qui lui cause de gros problèmes pour payer les personnels et renouveler les matériels. Toutefois, son père, Nguyen Van Tam, ministre de l'Intérieur dans le gouvernement dirigé par Trần Văn Hữu, puis chef du gouvernement national vietnamien, lui vient en aide et permet d'accorder 40 % du budget de l'Etat du Viet Nam à l'armée nationale vietnamienne.
Après la conférence de Genève en juin et juillet 1954 relative à l'indépendance du Viet Nam, il choisit la France en novembre 1954 et redevient officier supérieur de l'armée de l'air française, au grade de lieutenant - colonel, qu'il avait avant son détachement au sein de l'armée nationale vietnamienne. Il sera plus tard promu colonel et commandera alors la base aérienne - centre d'essais de Brétigny sur Orge puis celle de Colomb-Béchar en Algérie à compter de 1960. En avril 1961, il ne participe pas à la tentative de putsch des généraux à Alger. Il accède au grade de général de brigade aérienne en 1962 puis il sera promu général de division aérienne en 1967 ; il occupera les fonctions de directeur central du Matériel de l'Air. Il quitte le service actif de l'armée de l'Air après 1969.
Il reste en contact avec ses anciens camarades de l'armée nationale vietnamienne, après son arrivée en France et participe après l'effondrement du régime sud-vietnamien après la prise de Saïgon le 30 avril 1975 par les forces nord vietnamiennes et vietcongs, à l'évacuation d'anciens officiers et sous-officiers de l'armée sud vietnamienne vers la France.[réf. nécessaire]
Il est décédé dans les Hauts-de-Seine en 2004.

## Distinctions françaises
« [...] Décret du 15 juin 2000 portant élévation à la dignité de grande croix et de grand officier 
NOR : DEFM0001651D. Ministère de la défense.
[...] Par décret du Président de la République en date du 15 juin 2000, pris sur le rapport du Premier ministre et du ministre de la défense, et visé pour son exécution par le chancelier de l'ordre national du Mérite, vu la déclaration du conseil de l'ordre en date du 19 avril 2000 portant que les présentes élévations sont faites en conformité des lois, décrets et règlements en vigueur, le conseil des ministres entendu, sont élevés dans l'ordre national du Mérite, pour prendre rang de la date de la remise réglementaire des insignes, les militaires n'appartenant pas à l'armée active désignés ci-après :
À la dignité de grand-croix. ARMÉE DE L'AIR
N'guyen Van Hinh, 20 septembre 1985, général de division aérienne. Grand officier du 30 janvier 1971. »